# Symphyotrichum dumosum
Symphyotrichum dumosum je bylina z čeledi hvězdnicovité (Asteraceae). Kvete v červenci do konce září modrofialovými úbory se žlutým středem. Květ u této rostliny je považován za dekorativní a jako okrasná rostlina je druh široce pěstován.

## Synonyma

### Vědecké názvy
Podle biolib.cz je pro rostlinu s označením Symphyotrichum dumosum používáno více rozdílných názvů, například Aster dumosus.

### České odborné názvy
Podle biolib.cz je pro rostlinu s označením Symphyotrichum dumosum používáno více rozdílných názvů, například hvězdnice hustokvětá
nebo hvězdnice nízká. S ohledem na probíhající taxonomické změny latinského názvu není názor odborných pracovníků na případný očekávaný nový český název uváděn ani znám, taxon je v druhé dekádě 21. století označen názvem Symphyotrichum dumosum.

## České lidové názvy
Astra křovitá, astra. 

## Výskyt
Symphyotrichum dumosum se přirozeně vyskytuje v Severní Americe, V USA.

## Popis
Vytrvalá trsnatá rostlina s přitiskle ochlupenou lodyhou obvykle přímou, vyrůstající z krátkého dřevnatějícího oddenku. Tuhá lodyha, teprve v horní části se větvící, dorůstá do výšky 20 až 50 cm a je řídce olistěná střídavě postavenými listy. Rostlina má obnovovací pupeny u země (hemikryptofyt). Přízemní listy jsou zeleně zbarvené, kopisťovité až eliptické, pilovité, pýřité. Květy tvoří úbory s jazykovitými fialově modrými jazykovitými květy. Plodem jsou podlouhlé nažky s chmýrem.

## Použití
Pro své výrazné květenství se Symphyotrichum dumosum vysazuje do ozdobných skalek, suchých zídek, nádob a sušších záhonů s dalšími trvalkami na slunných stanovištích, kde vynikne.

### Pěstování
Vyžaduje slunné stanoviště, vyhovuje jí nejlépe, hlinitopísčitá, mírně vlhká, propustná půda. Snáší i polostín. Je pěstována v odrůdách lišících se velikostí nebo barvou květů. Jsou množeny kultivary s květy různých barev, od bílé a růžové po modrofialovou.

## Množení
Lze jej rozmnožovat semenem, ve velkovýrobě se množí řízkováním ze zahradnických kultur, v malém množství je také možné množení dělením trsů v předjaří.

## Choroby a škůdci
Druh trpí na padlí, plíseň šedou (botrytidu), a listy mohou poškozovat plži.